# 升金湖
30°23′20″N 117°02′25″E / 30.38889°N 117.04028°E
升金湖位于中国安徽省池州市东至县。水面面积133平方公里，是国际重要湿地、人与生物圈计划保护区,也是是安徽省第一个以水禽及其栖息环境为保护对象的国家级自然保护区。湖中有鱼类66种,软体动物18种,水、湿生植物62种。水禽资源尤为突出,有禽鸟103余种。每年在升金湖越冬繁殖的鸟类达170余种10万至15万余只。其中有中国最大的白头鹤越冬种群，占世界总数5%，东方白鹤占世界总数的1/8，白枕鹤、白鹤、灰鹤、黑鹳、琶嘴鹭、小天鹅也占相当大的比例，有国家一级保护鸟类6种，国家二级保护鸟类13种。
1986年建立升金湖自然保护区，1997年12月批准为国家级自然保护区。